# Bältgatan

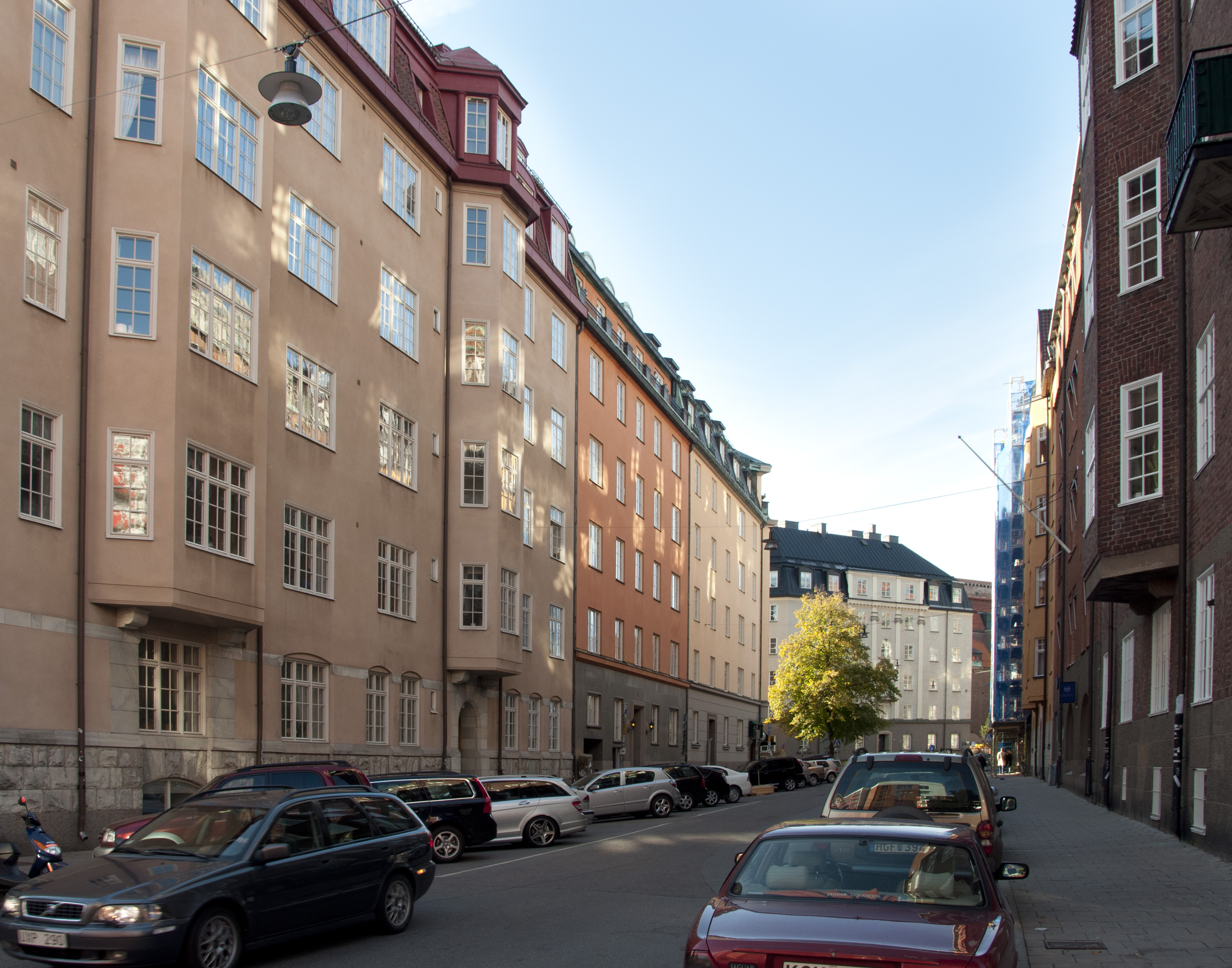
Bältgatan, oktober 2010.

Bältgatan är en gata på Östermalm i Stockholms innerstad, med sträckning från Östermalmsgatan till Erik Dahlbergsallén. Gatan fick sitt namn 1930 och erinrar om den berömda marschen vid namn Tåget över Bält.

## Historik
I den första stadsplanen för området var Bältgatan längre; nuvarande Wittstocksgatan utgjorde den östra delen. Gatan fick 1912 namnet Storabältgatan. Namngivningen ifrågasattes dock vid stadsfullmäktiges behandling och då namnet gav upphov till förväxlingar ändrades det 1930 till Bältgatan respektive Wittstocksgatan.
Läroanstalten Stockholms tekniska institut har legat vid gatan i samma hus som tidigare rymt Margaretaskolan.

## Bilder

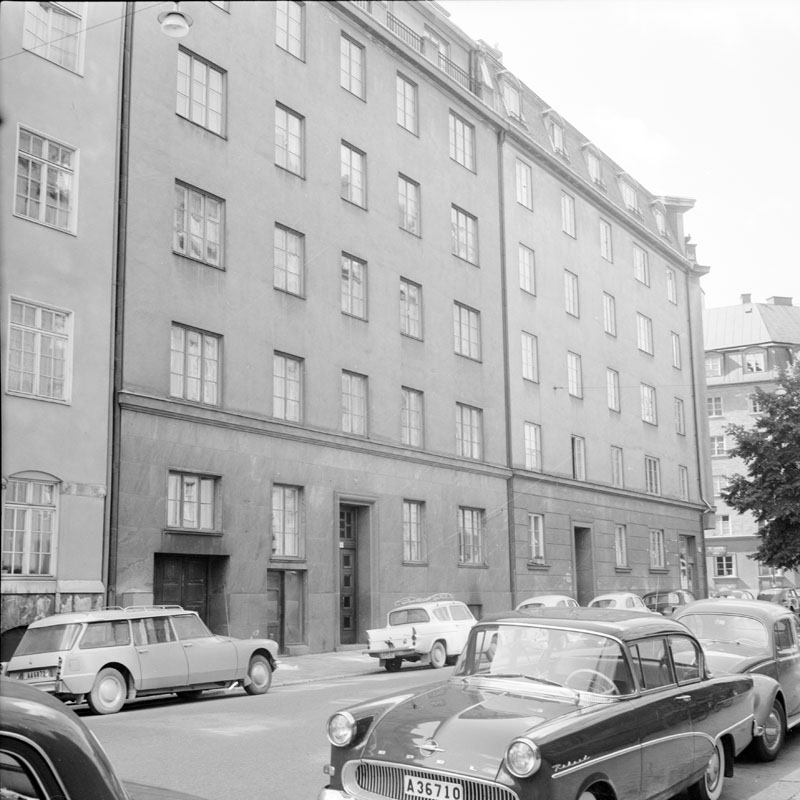
Bältgatan 6 (närmast) och 4, år 1962.
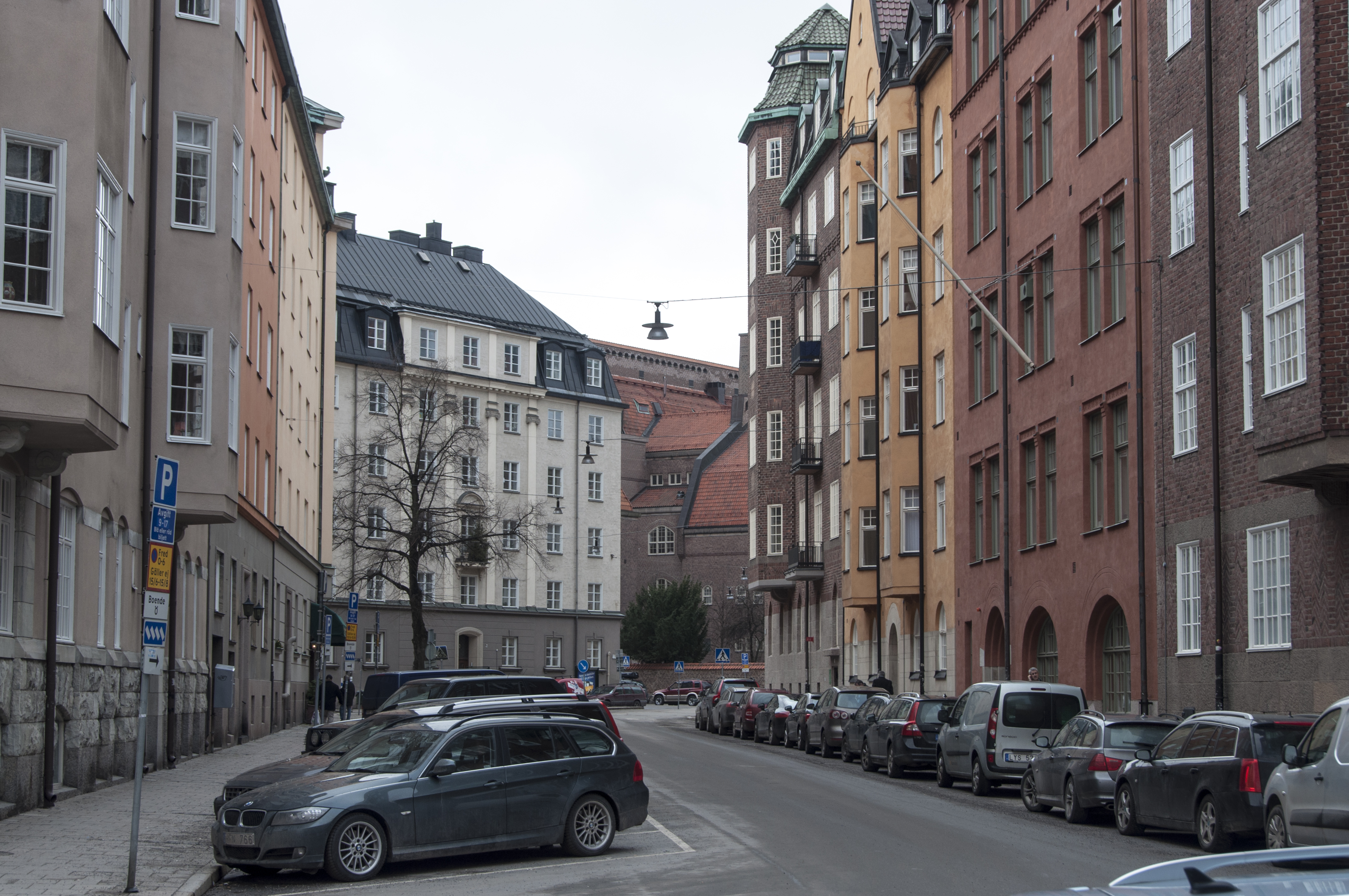
Bältgatan mot gymnasieskolan Östra Real.
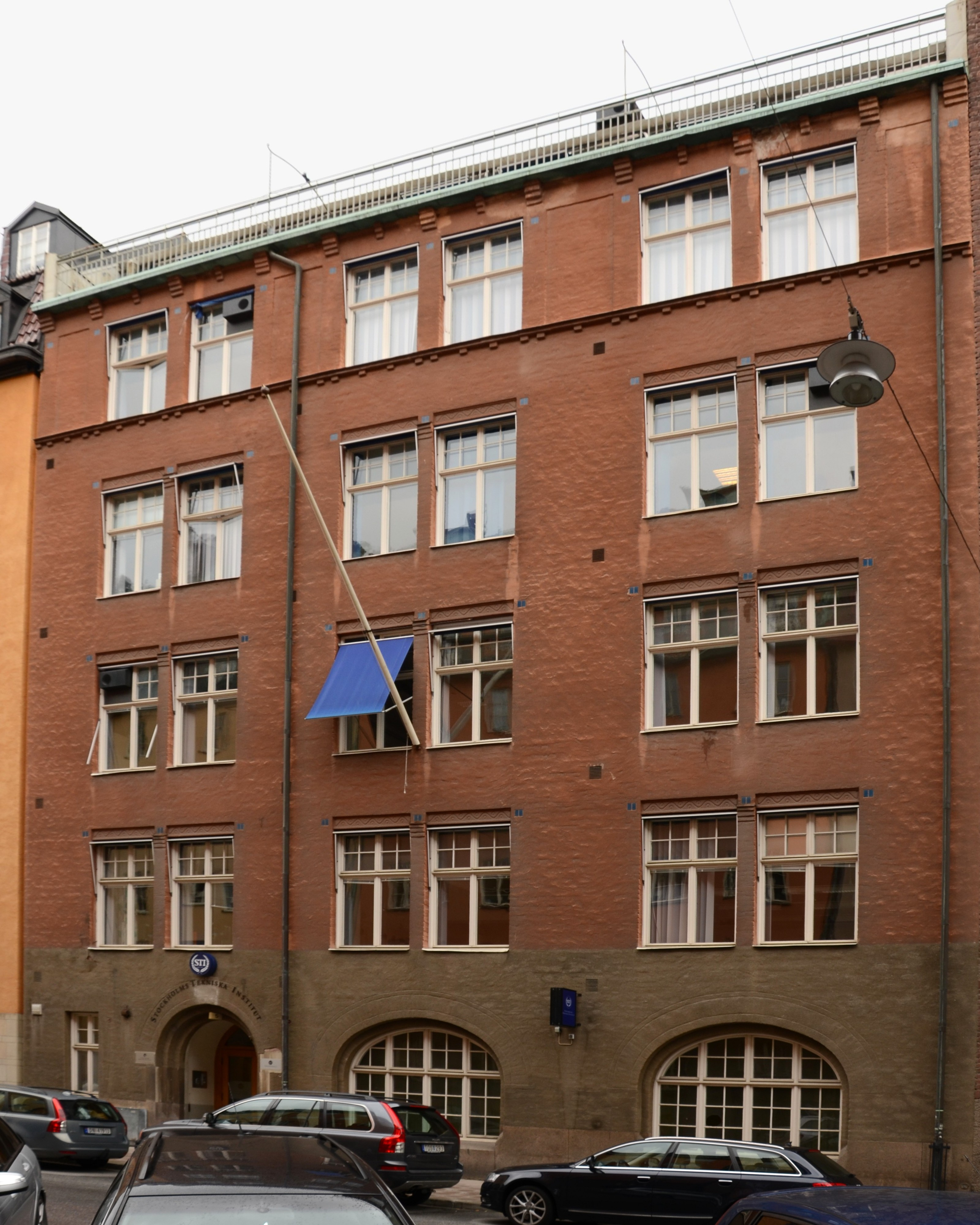
STI köpte 1939 fastigheten Bältgatan 5.